# 于埃兹
于埃兹（法語：Huez，法語發音：[ɥɛz]）是法国伊泽尔省的一个市镇，位于该省东部山区内，属于格勒诺布尔区。

## 地理
于埃兹（45°4'57"N, 6°3'33"E）面积14.16 平方千米，位于法国奥弗涅-罗讷-阿尔卑斯大区伊泽尔省，该省份为法国东南部内陆省份，北起顺时针与安省、萨瓦省、上阿尔卑斯省、德龙省、阿尔代什省、卢瓦尔省和罗讷省。
与于埃兹接壤的市镇（或旧市镇、城区）包括：维拉尔雷屈拉、欧里斯、勒弗勒内杜瓦桑、拉加尔德、奥镇。
于埃兹的时区为UTC+01:00、UTC+02:00（夏令时）。

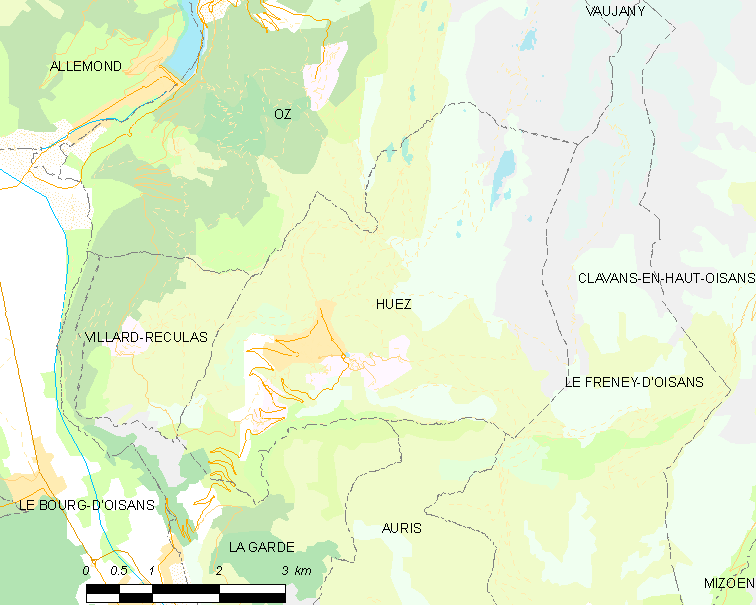
于埃兹的OSM定位图

## 行政
于埃兹的邮政编码为38750，INSEE市镇编码为38191。

## 政治
于埃兹所属的省级选区为瓦桑-罗曼什县。

## 人口

1962-2008年间于埃兹人口变化图示

于埃兹于2022年1月1日时的人口数量为1264人。